# Johannes-der-Täufer-Kirche (Wiesens)

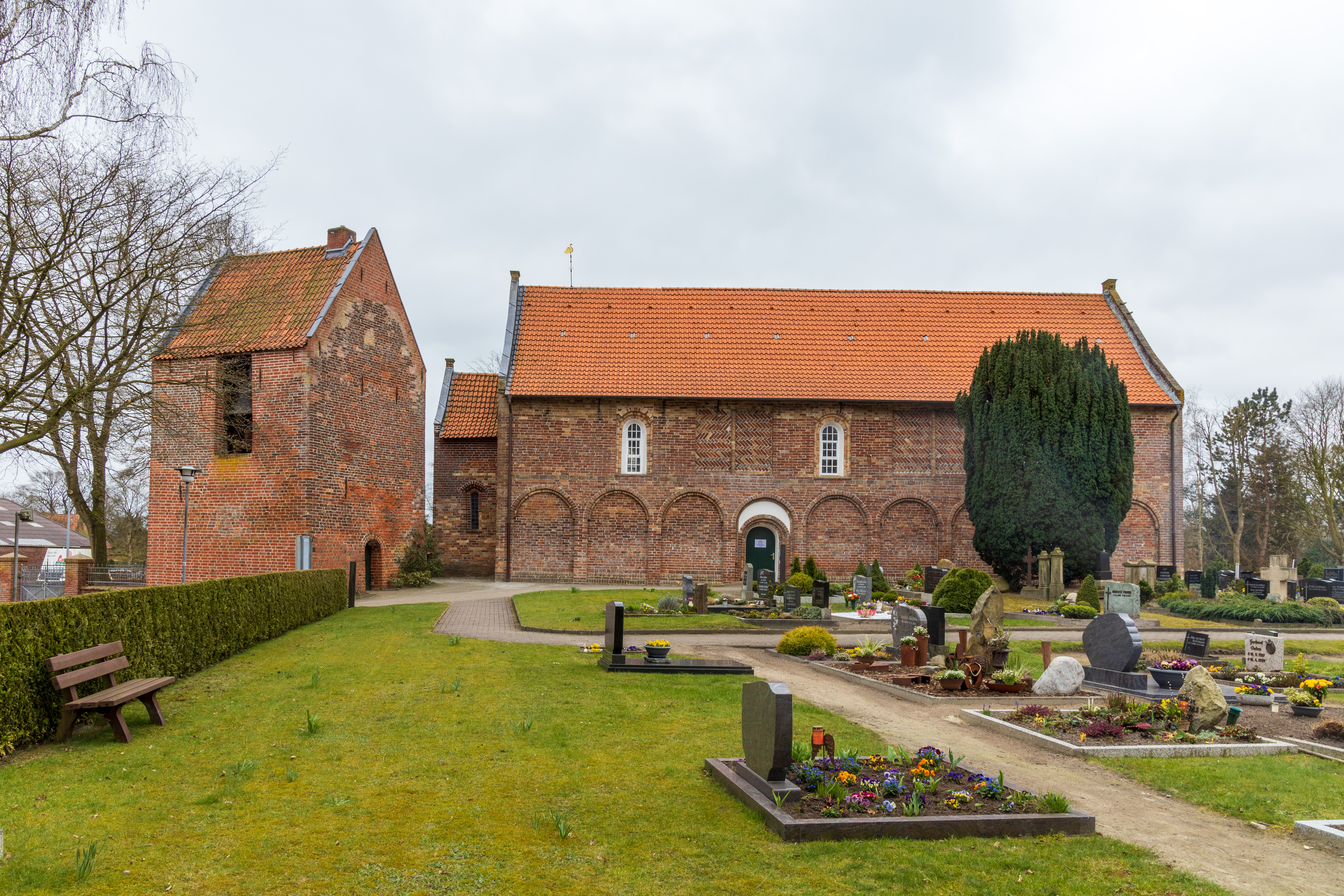
Johannes-der-Täufer-Kirche

Die evangelisch-lutherische Johannes-der-Täufer-Kirche in Wiesens, einem Stadtteil von Aurich, wurde in der Mitte des 13. Jahrhunderts als spätromanische Saalkirche aus Backsteinen erbaut.

## Geschichte
Wegen der rundbogigen Arkaden an den Längsseiten wurde die Auffassung vertreten, es handele sich ursprünglich um eine dreischiffige Basilika. Wie bei vergleichbaren Kirchen wie der Eilsumer Kirche oder der Reformierten Kirche in Bunde handelt es sich jedoch um Blendarkaden, die die Wände in zwei Zonen gliedern. Die ursprüngliche Apsis an der Ostseite wurde im 15. Jahrhundert durch einen rechteckigen Chor ersetzt. Im Jahr 1818 wurden vier Meter von der Höhe der Kirchenmauern abgetragen. Dabei bekamen die Fenster neue, leicht spitzbogige Arkaturen. Die aus der Bauzeit stammenden Blendarkaden und Portale sind jedoch allesamt rundbogig. Trotzdem wird die Kirche im Dehio-Handbuch von 1992 auf die zweite Hälfte des 13. Jahrhunderts datiert, und von Hermann Haiduck auf das späte 13. Jahrhundert, obwohl Haiduck die zweigeschossigen Fassaden der Kirchenschiffe in Eilsum (mit Rundbögen und ersten Spitzbögen) und Pilsum der ersten Hälfte des 13. Jahrhunderts zuordnet.
Im Inneren finden sich Reste der spitzbogigen Schildbögen und der kräftigen Wulstrippen der drei verloren gegangenen Gewölbejoche. Der rundum geschlossene, freistehende mittelalterlichen Glockenturm beherbergt eine der ältesten Glocken Ostfrieslands, die aus der Bauzeit der Kirche stammt. 1821 fand man in der Kirche einen vergrabenen Topf mit Silbermünzen aus der Zeit um 1400.

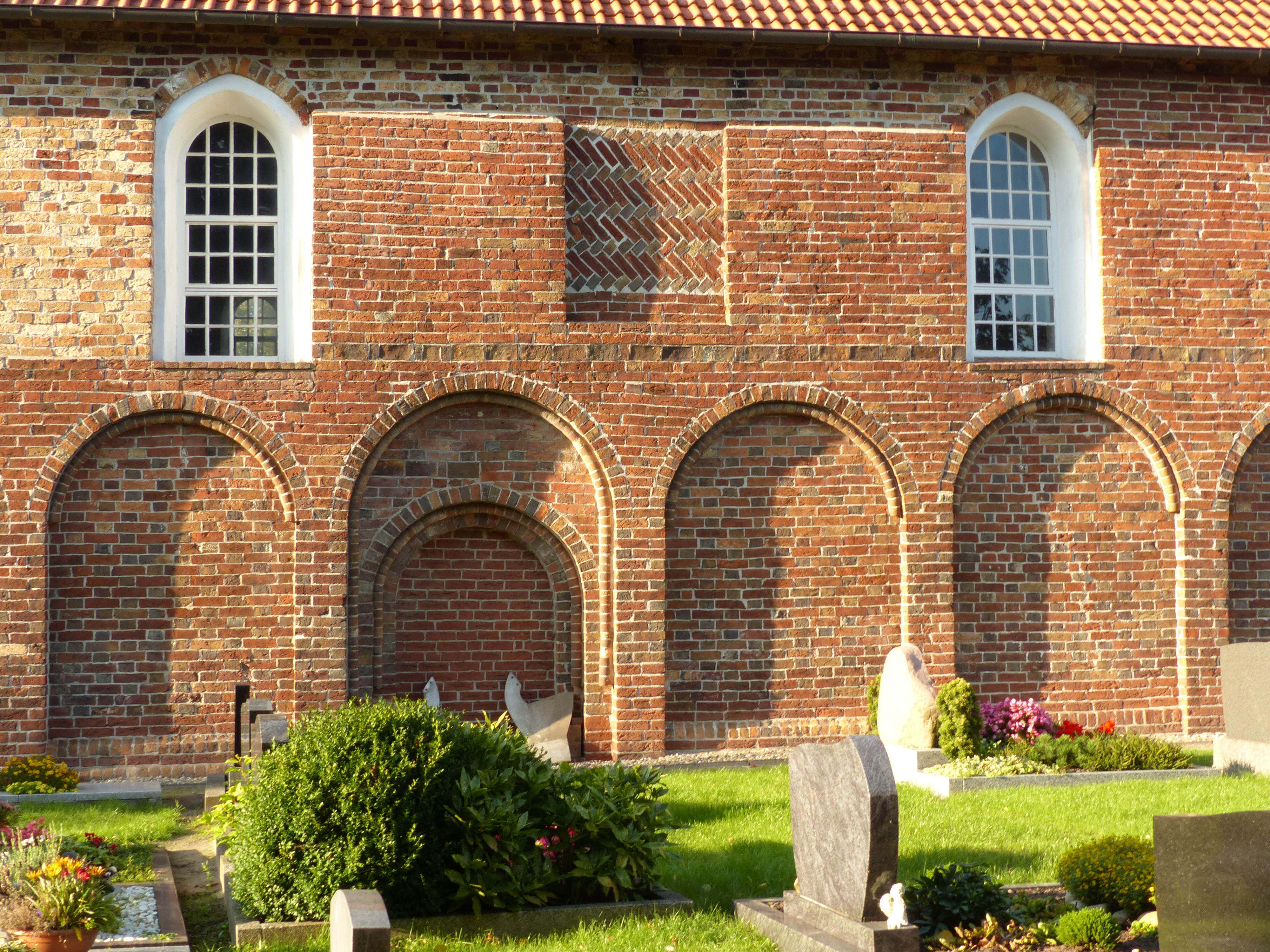
Südwand mit tiefer gesetzten Fenstern
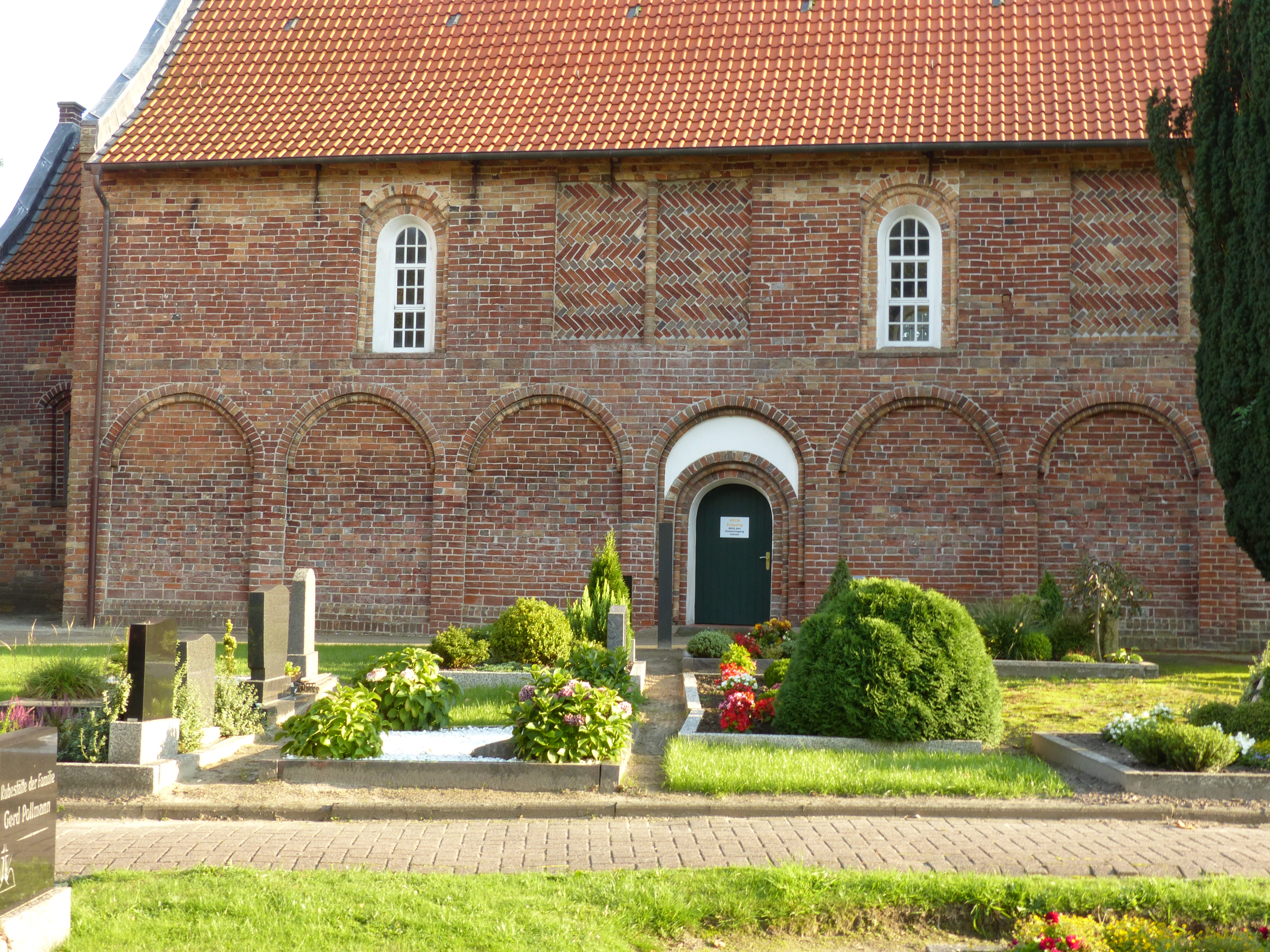
Nordwand
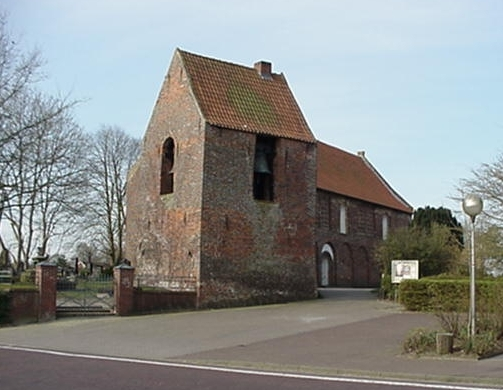
Ansicht von der Straße

## Ausstattung

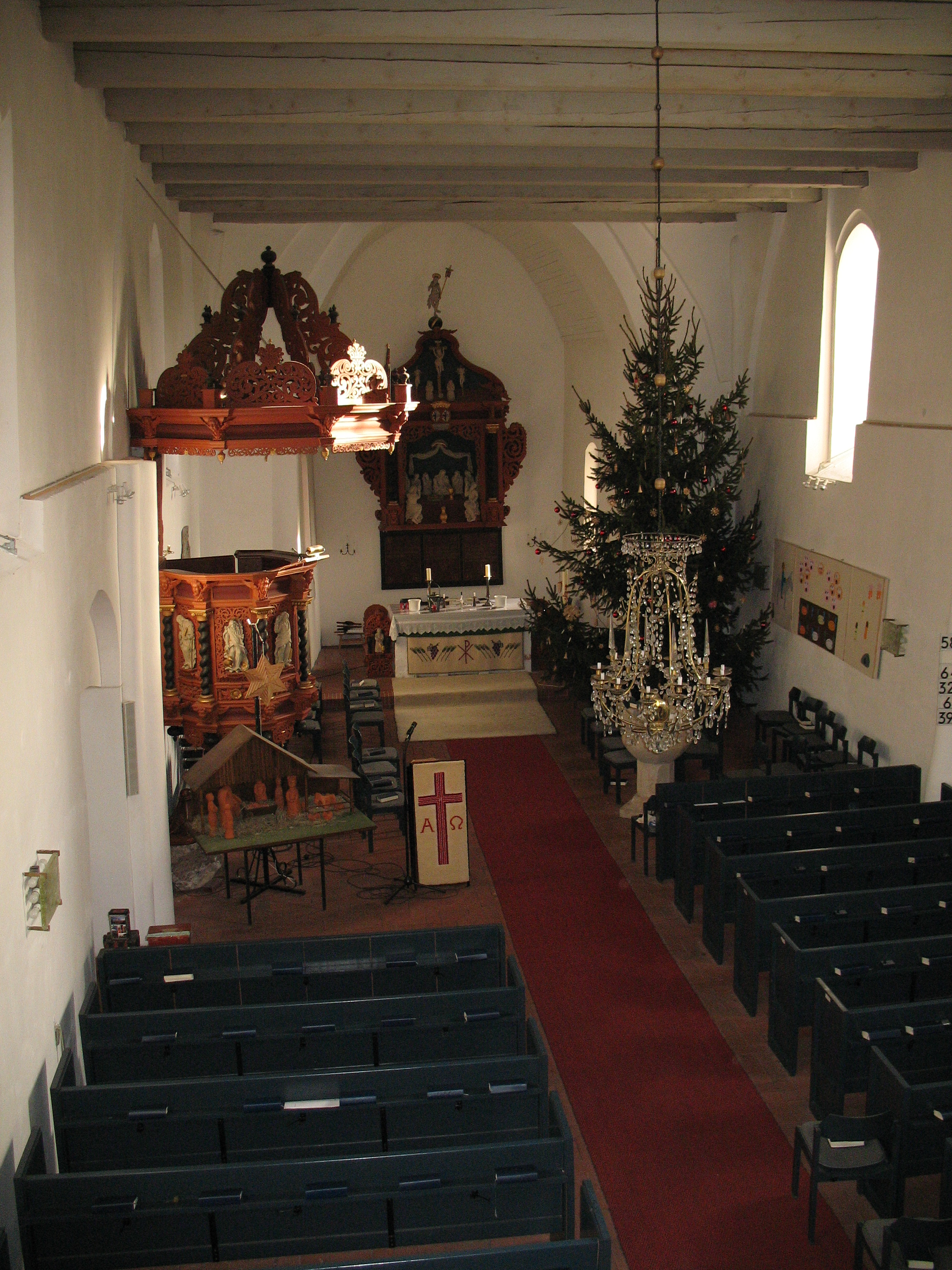
Innenausstattung

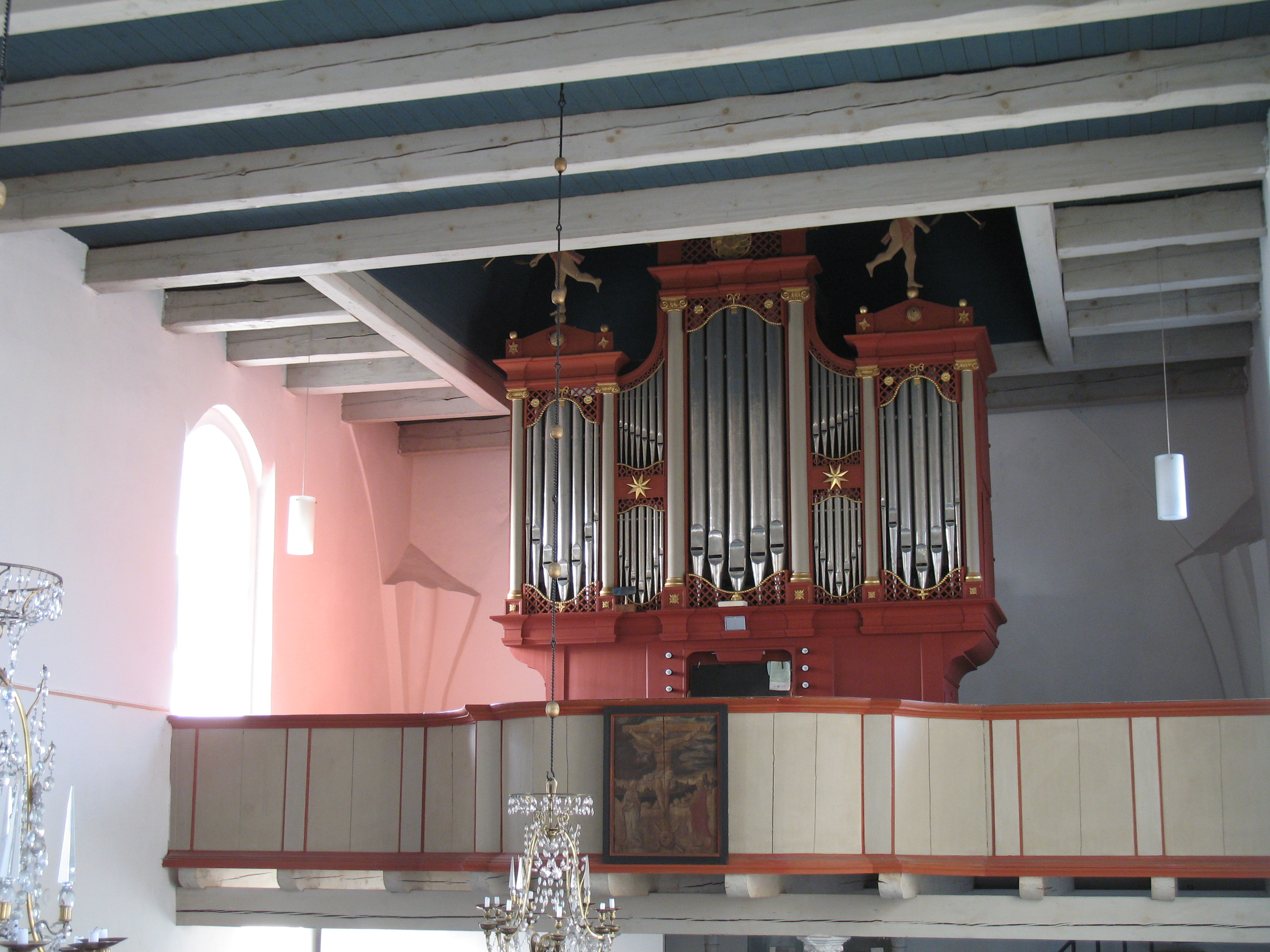
Rohlfs-Orgel von 1822

Das Kircheninnere ist schlicht gestaltet und wird von einer flachen Holzdecke abgeschlossen. Ursprünglich befand sich ein dreijochiges Gewölbe in der Kirche. Von dem romanischen Taufstein aus dem 13. Jahrhundert ist nur ein Fragment erhalten. Ein weiterer aus dem 14. Jahrhundert hat eine pokalförmige Gestalt. Im 17. Jahrhundert wurde das Kreuzigungsgemälde geschaffen. Das Retabel des Altars datiert von 1715 und stammt vermutlich aus der Cröpelin-Werkstatt, ebenso wie die Kanzel von 1735.

## Orgel
Die Orgel wurde 1820 bis 1822 von Johann Gottfried Rohlfs mit zehn Registern auf einem Manual und angehängtem Pedal gebaut und ist weitgehend erhalten. Eine Erweiterung durch Johann Martin Schmid (1909/10) auf 13 Register und zwei Manualen wurde von der Orgelbaufirma Alfred Führer im Zuge einer umfassenden Restaurierung 1979 bis 1981 rückgängig gemacht.
Das Instrument hat heute wieder 10 Manual-Register (Bordun 16′, Principal 8′, Gedackt 8′, Octave 4′, Rohrflöte 4′, Nasard 2 2⁄3′, Octave 2′, Sexquialter II, Mixtur IV, Trompete 8′). Es handelt sich dabei weitgehend um die originalen Register von Rohlfs. Original erhalten sind zudem die Windladen, die Pedalklaviatur und der 1910 restaurierte Doppelfaltenbalg. Das Instrument ist außerdem mit einem Tremulant und einem Zimbelstern ausgestattet.